# Санюане (Могадору)
Санюане (порт. Sanhoane; МФА: [sɐ.ɲu.ˈɐ.nɨ]) — парафія в Португалії, у муніципалітеті Могадору. Розташована в північно-східній частині країни, на теренах історичної португальської провінції Трансмонтана. Входить до складу округу Браганса. За адміністративним поділом, чинним до 1976 року, терени парафії були складовою провінції Трансмонтана і Верхнє Дору. Належить до Брагансько-Мірандської діоцезії Католицької церкви. Патрон — Іван Хреститель. Площа — 12,6843 км². Населення — 126 ос. (2011). Слабо урбанізований регіон. Густота населення — 9,93 осіб/км²
. Код — 040816.

## Населення
| Кількість мешканців | Кількість мешканців | Кількість мешканців | Кількість мешканців | Кількість мешканців | Кількість мешканців | Кількість мешканців | Кількість мешканців | Кількість мешканців | Кількість мешканців | Кількість мешканців | Кількість мешканців | Кількість мешканців | Кількість мешканців | Кількість мешканців |
| ------------------- | ------------------- | ------------------- | ------------------- | ------------------- | ------------------- | ------------------- | ------------------- | ------------------- | ------------------- | ------------------- | ------------------- | ------------------- | ------------------- | ------------------- |
| 1864                | 1878                | 1890                | 1900                | 1911                | 1920                | 1930                | 1940                | 1950                | 1960                | 1970                | 1981                | 1991                | 2001                | 2011                |
| 277                 | 244                 | 262                 | 275                 | 287                 | 281                 | 266                 | 365                 | 329                 | 346                 | 258                 | 258                 | 179                 | 149                 | 126                 |